# Фёрстендорф, Хайнц
Курт Хайнц Фёрстендорф (нем. Curt Heinz Foerstendorf; 28 декабря 1907, Лейпциг, Королевство Саксония — 2 сентября 1988, Бремен) — немецкий хоккеист на траве, полевой игрок. Бронзовый призёр летних Олимпийских игр 1928 года.

## Биография
Хайнц Фёрстендорф родился 28 декабря 1907 года в немецком городе Лейпциг.
Играл в хоккей на траве за «Лейпцигер» из Лейпцига.
В 1928 году вошёл в состав сборной Германии по хоккею на траве на летних Олимпийских играх в Амстердаме и завоевал бронзовую медаль. Играл в поле, провёл 1 матч, мячей не забивал.
В течение карьеры провёл 4 матча за сборную Германии.
Умер 2 сентября 1988 года в западногерманском городе Бремен.